# Rally San Froilán de 1998
El Rally San Froilán de 1998, oficialmente 20.º Rallye San Froilán, fue la vigésima edición y la duodécima ronda de la temporada 1998 del Campeonato de España de Rally. Se celebró del 13 al 15 de noviembre y contó con un itinerario de doce tramos que sumaban un total de 178 km cronometrados.

## Itinerario
| Día   | Tramo | Nombre                 | Distancia | Ganador                        | Líder                      |
| ----- | ----- | ---------------------- | --------- | ------------------------------ | -------------------------- |
| Día 1 | TC1   | Martín-Lúa             | 12.42 km  | Javier Azcona                  | Javier Azcona              |
| Día 1 | TC2   | Pousadoiro             | 12.93 km  | Luis Climent                   | Javier Azcona Luis Climent |
| Día 1 | TC3   | Órrea                  | 17.14 km  | Luis Climent                   | Luis Climent               |
| Día 1 | TC4   | Martín-Lúa 2           | 12.42 km  | Luis Climent Germán Castrillón | Luis Climent               |
| Día 1 | TC5   | Pousadoiro 2           | 12.93 km  | Luis Climent                   | Luis Climent               |
| Día 1 | TC6   | Órrea 2                | 17.14 km  | Luis Climent                   | Luis Climent               |
| Día 2 | TC7   | Vilaoruz-A Pontenova   | 14.30 km  | Javier Azcona                  | Luis Climent               |
| Día 2 | TC8   | Riotorto-Aguaxosa      | 13.93 km  | Luis Climent                   | Luis Climent               |
| Día 2 | TC9   | Maior-Lindín           | 18.37 km  | Sergio Vallejo                 | Luis Climent               |
| Día 2 | TC10  | Vilaoruz-A Pontenova 2 | 14.30 km  | Sergio Vallejo                 | Luis Climent               |
| Día 2 | TC11  | Riotorto-Aguaxosa 2    | 13.93 km  | Javier Azcona                  | Luis Climent               |
| Día 2 | TC12  | Maior-Lindín 2         | 18.37 km  | Sergio Vallejo                 | Luis Climent               |

## Clasificación final
| Pos. | Piloto          | Copiloto             | Automóvil                | Tiempo  | Diferencia |
| ---- | --------------- | -------------------- | ------------------------ | ------- | ---------- |
| 1.   | Luis Climent    | José Antonio Muñoz   | Renault Mégane Maxi      | 2:07:26 | 0.0        |
| 2.   | Javier Azcona   | Inma Vittorini       | Citroën Saxo Kit Car     | 2:08:10 | +44        |
| 3.   | Sergio Vallejo  | Diego Vallejo        | Citroën Saxo Kit Car     | 2:08:16 | +50        |
| 4.   | Daniel Alonso   | Salvador Belzunces   | Ford Escort Maxi Kit Car | 2:13:52 | +6:26      |
| 5.   | Amador Vidal    | Queralt Díaz         | Peugeot 106 Rallye       | 2:19:01 | +11:35     |
| 6.   | Pedro Burgo     | Marcos Burgo         | Peugeot 106 Rallye       | 2:19:05 | +11:39     |
| 7.   | Rantur          | Roberto González     | Citroën Saxo VTS         | 2:19:38 | +12:12     |
| 8.   | Jon Casais      | Manuel David Tajada  | Citroën Saxo VTS         | 2:19:40 | +12:14     |
| 9.   | Joan Vinyes     | Eduard Andueza       | Citroën Saxo VTS         | 2:19:44 | +12:18     |
| 10.  | Antonio Garrido | José Alfredo Álvarez | Subaru Impreza WRX       | 2:20:35 | +13:09     |